# Liste des commanderies templières en Sicile
Cette liste recense les anciennes commanderies et maisons de l'ordre du Temple dans l'actuelle Sicile, région autonome d'Italie.

Blason de la Sicile

## Histoire et faits marquants
Les Templiers se sont installés très tôt en Sicile, à partir de 1131, et plus particulièrement dans les provinces de la mer Ionienne, presque simultanément à la création du royaume de Sicile par Roger II. Ce royaume fut le théâtre d'une lutte entre le sacerdoce et les empereurs du Saint-Empire romain germanique, entre le début du XIIe siècle, et le début du XIVe siècle. 
Les Templiers, ainsi que les Hospitaliers, opposés à la conquête en 1229 de Jérusalem par l'empereur Frédéric II de Hohenstaufen parti en croisade malgré son excommunication, se virent même confisquer la totalité de leurs biens en Sicile par l'empereur à son retour en Italie. Mais ces biens furent restitués la même année à Armand de Périgord, alors maître de la province de Sicile  et de Calabre, après l'insistance répétée du pape Grégoire IX.
En 1282, à la suite des Vêpres siciliennes, le roi Charles d'Anjou fut chassé de l'île de Sicile par les troupes de Pierre III d'Aragon. Cet événement représente une double rupture pour les siciliens : contre les Angevins, dont la pression fiscale était trop forte, et contre l'héritage de Frédéric II, un pouvoir central dont ils contestaient l'autorité. L'île constituait alors le royaume de Sicile en dessous du détroit de Messine alors que la partie péninsulaire toujours angevine était désignée sous le nom de royaume de Sicile au-dessus du détroit de Messine plus communément appelé royaume de Naples. Puis en 1302, à la suite de la signature de la paix de Caltabellotta, ce nouveau royaume prit le titre de royaume de Trinacrie (it). 
La commanderie Saint-Marc de Messine semblait être la plus importante, mais le fief principal de l'ordre se trouvait à Murro (proche du hameau de « san Giorgio » à Assoro). Cette commanderie fut détruite par l'armée angevine et les templiers constituèrent une nouvelle commanderie à Lentini en 1303.

## Possessions templières
* château ⇒ CH, baillie (Commanderie principale) ⇒ B, Commanderie ⇒ C, Hospice ⇒ H,
 Maison du Temple aux ordres d'un précepteur ⇒ M,  = Église (rang inconnu)
| Rang | Etablissement           | Ville actuelle (ou à proximité) | Observations | Début présence templière |
| ---- | ----------------------- | ------------------------------- | --- | ------------------------ |
| M    | Aidone                  | Aidone                          | [ 7 ] | avant 1210               |
| M    | Ardane et Maltane       | Butera, hameau de « Montauro »  | Les hospitaliers y ont également un hospice dès 1206 | 1229,                    |
| M    | Bulgherano              | Scordia, « Bulgherano »         | Église San Nicolò del Tempio |                          |
| C    | « Caltagirone »         | Caltagirone / Piazza Armerina   | [ 11 ] |                          |
| M    | Magrentino              | Syracuse                        | Elle est parfois indiquée comme étant proche d'Aidone mais la publication la plus récente la situe au Nord-ouest de Syracuse et sur la côte                    |                          |
| C    | Messine                 | Messine                         | Église San Marco , | av. 1172                 |
| B    | Murro (Murra)           | Assoro / Agira ,                | Fief principal en Sicile à la fin du XIIIe siècle , | Mars 1209                |
| M    | Pantalica               | Nécropole de Pantalica          | [ 13 ] | 1145                     |
| ?    | Fief de Partinico       | Partinico                       | Ancien fief de Mauger de Hauteville (en), comte de Troina dont les droits furent confirmés en 1210 par Frédéric II mais qu'il annula quelques années plus tard | ap. 1157                 |
| ?    | Paternò                 | Paternò                         | Des terres | av. 1209                 |
| M    | ?                       | Piazza Armerina                 | Église della Magione templare, tour des templiers |                          |
| C    | San Leonardo del Tempio | Francofonte / Lentini           | vastes possessions de terres et de marais salants et église de San Bartolomeo del Tempio ,                                                                     | av. 1210                 |

| Localisation en Sicile (Liens vers les articles correspondants)                                                                      |
| --- |
| \| Cal. Aidone Ardane · & Maltane Bulgherano Caltagirone Magrentino Messine Murro Pantalica Partinico Paternò San Leonardo Piazza \| |
| Cal. Aidone Ardane · & Maltane Bulgherano Caltagirone Magrentino Messine Murro Pantalica Partinico Paternò San Leonardo Piazza       |

### Possessions douteuses ou à confirmer
Ci-dessous une liste de biens pour lesquels l'appartenance aux templiers n'est pas étayée par des preuves historiques:
- Ruines d'un édifice templier sur le site archéologique de Monte San Mauro (it) à caltagirone[21]